# Албурнетт (Айова)
Албурнетт (англ. Alburnett) — місто (англ. city) в США, в окрузі Лінн штату Айова. Населення — 675 осіб (2020).

## Географія
Албурнетт розташований за координатами 42°8′56″ пн. ш. 91°37′18″ зх. д. / 42.14889° пн. ш. 91.62167° зх. д. (42.148874, -91.621581).  За даними Бюро перепису населення США в 2010 році місто мало площу 2,13 км², з яких 2,12 км² — суходіл та 0,01 км² — водойми.

## Демографія
Згідно з переписом 2010 року, у місті мешкали 673 особи в 243 домогосподарствах у складі 181 родини. Густота населення становила 317 осіб/км².  Було 252 помешкання (119/км²).
Расовий склад населення:
| - 98,1 % — білих - 0,4 % — корінних американців |

До двох чи більше рас належало 1,5 %. Частка іспаномовних становила 1,2 % від усіх жителів.
За віковим діапазоном населення розподілялося таким чином: 31,5 % — особи молодші 18 років, 56,9 % — особи у віці 18—64 років, 11,6 % — особи у віці 65 років та старші. Медіана віку мешканця становила 35,5 року. На 100 осіб жіночої статі у місті припадало 99,7 чоловіків;  на 100 жінок у віці від 18 років та старших — 94,5 чоловіків також старших 18 років.
Середній дохід на одне домашнє господарство  становив 72 546 доларів США (медіана — 66 875), а середній дохід на одну сім'ю — 85 073 долари (медіана — 79 432). За межею бідності перебувало 3,5 % осіб, у тому числі 2,4 % дітей у віці до 18 років та 8,8 % осіб у віці 65 років та старших.
Цивільне працевлаштоване населення становило 314 особи. Основні галузі зайнятості: освіта, охорона здоров'я та соціальна допомога — 27,4 %, виробництво — 12,4 %, роздрібна торгівля — 10,8 %.